# Izsma (Pecsora)
Az Izsma, Izva (oroszul: Ижма, komi nyelven Изьва) folyó Oroszország európai részén, Komiföldön; a Pecsora bal oldali mellékfolyója.

## Földrajz
A Pecsora legnagyobb bal oldali mellékfolyója. Hossza: 531 km, vízgyűjtő területe: 31 000 km², évi közepes vízhozama (a torkolattól 154 km-re): 203 m³/s.
A Tyiman-hátság déli részén ered. Komiföld középső területein folyik kezdetben északnyugat, majd észak felé. Alsó folyásán, Izsma falu alatt nyugati irányba fordul és Uszty-Izsma falu mellett ömlik a Pecsorába. (Az uszty jelentése: 'torkolat').
November közepétől május közepéig befagy. Uszty-Uhta falutól hajózható.
Jelentősebb jobb oldali mellékfolyója az Ajjuva (193 km) és a Szebisz [Tobis] (230 km), legnagyobb bal oldali mellékfolyója az Uhta (199 km).
Középső szakaszán, az Uhta beömlésénél terül el Szosznogorszk város, melyet 1957-ig Izsmának neveztek.